# Liu Jian (director)
Liu Jian (xinès simplificat 劉健, xinès tradicional 刘健, pinyin Liú Jiàn) és un animador i director de cinema xinès amb seu a Nanjing.

## Vida i carrera
Després d'estudiar pintura a la Universitat de les Arts de Nanjing, va començar a fer animacions el 1995. El 2007 va fundar Le-joy Animation Studio. La seva primera animació de llarga durada Piercing I es va estrenar a l'Holland Animation Film Festival. El seu segon llargmetratge, la comèdia negra Have a Nice Day es va estrenar a competició al 67è Festival Internacional de Cinema de Berlín el 2017 i va guanyar el permi a la millor pel·lícula d’animació als 54ns Premis de Cinema Cavall d'Or.

## Filmografia
- Piercing I (2010)[4]
- Have a Nice Day (2017)[5][6]
- Art College 1994 (2023)[7]